# Ne Win
Maung Shu Mang Ne Win reconocido solo por Ne Win o Shu Maung, llamado Bo (24 de mayo de 1911, Paungdale - 5 de diciembre de 2002, Rangún) fue un militar, político y dictador birmano. Fue primer ministro de Birmania desde 1958 a 1960 y volvió a serlo nuevamente en 1962 hasta 1974, además de presidente de la República entre 1974 y 1981. En 1962 fundó, y ostentó el liderazgo del único partido político legal del país, el Partido del Programa Socialista de Birmania (PPSB), hasta 1988, cuando presentó su dimisión. 
El 2 de marzo de 1962, el ex primer ministro Ne Win, encabezó un golpe militar que derrocó al gobierno de U Nu y estableció en Birmania un estado socialista unipartidista. Durante sus más de 25 años de gobierno impulsó la llamada "vía Birmana al socialismo". Su gobierno se caracterizó por el aislacionismo, las violaciones permanentes a los derechos humanos, censura, tortura, persecución a sus opositores políticos. Ne Win renunció en junio de 1988 como respuesta al levantamiento del 8888, el cual derrocó al PPSB y estableció una junta militar la cual creó el llamado Consejo de Estado para la Paz y el Desarrollo. Ne Win continuó en la vida política en la década de los noventa, hasta que fue arrestado y confinado a arresto domiciliario hasta su muerte en diciembre de 2002.

## Biografía
Se vio envuelto en el movimiento independentista birmano a mediados de los años 30. Durante la Segunda Guerra Mundial sirvió inicialmente en la armada de auspicio japonés, pero después ayudó a los nipones a organizar una resistencia clandestina.
Líder del Partido del Programa Socialista de Birmania desde 1974 hasta 1988, a su cargo de primer ministro se autoasignó el de Presidente de la República. Birmania se vio aislada y empobrecida bajo el mando de Ne Win, renunciando éste en 1988, tras la represión del ejército que siguió a la insurrección popular. En el apogeo del Levantamiento de los Cuatro Ochos contra el BSPP, Ne Win renunció como presidente del partido el 23 de julio de 1988. En un truculento discurso de despedida del Congreso del Partido del BSPP, advirtió que si los "disturbios" continuaban, el ejército tendría que ser llamado y declarando que si el ejército dispara, no tiene tradición de disparar al aire. Murieron más manifestantes en varios lugares de Birmania entre el 8 y el 12 de agosto de 1988 y nuevamente el 18 de septiembre de 1988, lo que demuestra que el discurso de despedida de Ne Win no fue una amenaza vacía.
El 18 de septiembre de 1988, los militares dirigidos por el general Saw Maung disiparon cualquier esperanza de democracia al aplastar brutalmente los levantamientos. Se cree ampliamente que Ne Win, aunque aparentemente retirado, orquestó el golpe entre bastidores.
Durante unos diez años, Ne Win mantuvo un perfil bajo, pero siguió siendo una figura sombría que ejercía al menos cierta influencia en la junta militar. Después de 1998, la influencia de Ne Win en la junta comenzó a decaer y fue puesto bajo arresto domiciliario hasta su muerte.